# Campeonato de Cataluña de segunda categoría
El Campeonato de Cataluña de Segunda Categoría de fútbol fue la competición de Segunda División del campeonato catalán de fútbol, que daba acceso a disputar la máxima categoría.

## Historia
Tanto su denominación como su formato de competición fueron variando a lo largo de los años. Así, con la reestructuración de la temporada 1917-18 pasó a denominarse Campionat de Catalunya B (o Primera B), pasando a ser disputado por 6 clubes en formato de liga. El campeón jugaba una promoción enfrentándose al último clasificado de la Primera A, para lograr el ascenso. La temporada 1928-29, en cambio, pasó a denominarse Segunda Categoría Preferente y fue disputada por 12 clubes repartidos en tres grupos de cuatro. Al término de la competición los cinco mejores de segunda y los tres peores de primera disputaban una liga de promoción para determinar los tres clubes que jugarían con los grandes la temporada siguiente. Este sistema se mantuvo más o menos estable (variaban el número de grupos de la segunda categoría) hasta el año 1934-35, en el que se volvió al nombre de Primera B, disputada por 18 equipos en 3 grupos. Y a partir del año siguiente, hasta su desaparición en 1940, fue siempre disputada por 8 equipos con la misma denominación de Primera B.

## Palmarés
Nota: Nombres y banderas de los equipos según la época. Entre paréntesis indicados los últimos títulos logrados.
| Temporada                    | Campeón                                   | Subcampeón                                | Tercero                                   | Nota(s)           |
| Campeonato Júnior            | Campeonato Júnior                         | Campeonato Júnior                         | Campeonato Júnior                         | Campeonato Júnior |
| ---------------------------- | ----------------------------------------- | ----------------------------------------- | ----------------------------------------- | ----------------- |
| 1906-07                      | F. C. España                              |                                           |                                           |                   |
| 1907-08                      | Salud SC                                  |                                           |                                           |                   |
| 1908-09                      | F. C. Central                             |                                           |                                           |                   |
| 1909-10                      | F. C. Numancia                            |                                           |                                           |                   |
| 1910-11                      | F. C. Numancia                            |                                           |                                           |                   |
| 1911-12                      | F. C. Internacional                       |                                           |                                           |                   |
| Segunda Liga                 |                                           |                                           |                                           |                   |
| 1912-13                      | F. C. Internacional                       |                                           |                                           |                   |
| Segunda Categoría            |                                           |                                           |                                           |                   |
| 1913-14                      | CE. Sabadell                              |                                           |                                           |                   |
| 1914-15                      | F. C. Atlètic de Sabadell                 |                                           |                                           |                   |
| 1915-16                      | F. C. Terrassa                            |                                           |                                           |                   |
| 1916-17                      | RS Alfonso XIII FC                        |                                           |                                           |                   |
| Primera Categoría "B"        |                                           |                                           |                                           |                   |
| 1917-18                      | F. C. Badalona                            |                                           |                                           |                   |
| 1918-19                      | C. E. Europa                              |                                           |                                           |                   |
| 1919-20                      | L'Avenç del Sport                         |                                           |                                           |                   |
| 1920-21                      | L'Avenç del Sport                         |                                           |                                           |                   |
| 1921-22                      | F. C. España                              |                                           |                                           |                   |
| 1922-23                      | F.C. Martinenc                            |                                           |                                           |                   |
| 1923-24                      | F. C. Terrassa                            |                                           |                                           |                   |
| 1924-25                      | C. E. Júpiter                             |                                           |                                           |                   |
| 1925-26                      | F. C. Badalona                            |                                           |                                           |                   |
| 1926-27                      | Gimnàstic de Tarragona                    |                                           |                                           |                   |
| 1927-28                      | C. E. Júpiter                             |                                           |                                           |                   |
| Segunda Categoría Preferente |                                           |                                           |                                           |                   |
| 1928-29                      | C. E. Júpiter                             |                                           |                                           |                   |
| 1929-30                      | C. E. Sabadell                            |                                           |                                           |                   |
| 1930-31                      | F.C. Martinenc                            |                                           |                                           |                   |
| 1931-32                      | U. E. Sants                               |                                           |                                           |                   |
| 1932-33                      | Granollers S.C.                           |                                           |                                           |                   |
| 1933-34                      | U. E. Sants                               |                                           |                                           |                   |
| Primera Categoría "B"        |                                           |                                           |                                           |                   |
| 1934-35                      | Granollers S.C.                           |                                           |                                           |                   |
| 1935-36                      | Granollers S.C.                           |                                           |                                           |                   |
| 1936-37                      | C. E. Júpiter                             |                                           |                                           |                   |
| 1937-38                      | U. E. Sants                               |                                           |                                           |                   |
| 1938-39                      | No disputado por la Guerra Civil Española | No disputado por la Guerra Civil Española | No disputado por la Guerra Civil Española |                   |
| 1939-40                      | U. E. Sant Andreu                         |                                           |                                           |                   |